# Macairea chimantensis
Macairea chimantensis är en tvåhjärtbladig växtart som beskrevs av John Julius Wurdack. Macairea chimantensis ingår i släktet Macairea och familjen Melastomataceae. Inga underarter finns listade i Catalogue of Life.